# ジョヴァンニ・シオ
ジョヴァンニ＝ギー・ヤン・シオ（Giovanni-Guy Yann Sio 、1989年3月31日 - ）は、フランス・ロワール＝アトランティック県サン＝セバスティアン＝シュル＝ロワール出身のプロサッカー選手。元コートジボワール代表。ポジションはフォワード。

## 経歴

### クラブ
2013年8月16日、FCバーゼルと4年契約を結んだ。2013–14シーズン、バーゼルはスーパーリーグ優勝を果たした。このシーズンはスイス・カップでも決勝に進んだが、FCチューリッヒに敗れ2冠は成らなかった。
2014–15シーズンもバーゼルは好調を維持したが、シオは新たに就任したパウロ・ソウザ監督の下で出場機会を得ることに苦しんだ。チームはこのシーズンもリーグ優勝をはたし6連覇を達成するも、シオの公式戦出場は16試合に留まった。このため、2015年2月にSCバスティアへシーズン終了までの契約でレンタル移籍した。
2023年7月12日、タイ・リーグ1のラーチャブリーFC加入が発表された。

### 代表
世代別代表ではフランスを選択したが、A代表は両親の祖国であるコートジボワールに変更した。2013年、2014 FIFAワールドカップ・アフリカ2次予選・ガンビア戦でコートジボワール代表デビュー。

## 代表歴

### 出場大会
- コートジボワール代表
  - 2014 FIFAワールドカップ

### 試合数
- 国際Aマッチ 26試合 3得点（2013年-2018年）[10]

| コートジボワール代表 | 国際Aマッチ | 国際Aマッチ |
| 年                   | 出場        | 得点        |
| -------------------- | ----------- | ----------- |
| 2013                 | 5           | 0           |
| 2014                 | 3           | 0           |
| 2015                 | 6           | 2           |
| 2016                 | 6           | 0           |
| 2017                 | 5           | 1           |
| 2018                 | 1           | 0           |
| 通算                 | 26          | 3           |

### 得点
| #  | 開催日         | 開催地     | 対戦国       | スコア | 結果 | 試合概要                    |
| -- | -------------- | ---------- | ------------ | ------ | ---- | --------------------------- |
| 1. | 2015年11月17日 | アビジャン | リベリア     | 1–0    | 3–0  | 2018 FIFAワールドカップ予選 |
| 2. | 2015年11月17日 | アビジャン | リベリア     | 2–0    | 3–0  | 2018 FIFAワールドカップ予選 |
| 3. | 2017年1月8日   | アブダビ   | スウェーデン | 2–1    | 2–1  | 親善試合                    |

## タイトル
FCバーゼル
- スーパーリーグ：1 (2013-14)